# Lennart Blom (poet)
Alf Lennart Blom, född 9 januari 1932 i Stockholm, död 22 december 1993 i Varberg, var en svensk författare (poet).
Blom var under 1950-, 1960- och 1970-talen verksam i Eskilstuna och blev senare biblioteks- och kulturchef i Varberg. Han är gravsatt i minneslunden på S:t Jörgens kyrkogård i Varberg.

## Fotnoter
1. ↑  Sveriges Dödbok 1901–2009, DVD-ROM, Version 5.00, Sveriges Släktforskarförbund (2010).
2. ↑  ”Blom, Alf Lennart”. SvenskaGravar.se. https://www.svenskagravar.se/gravsatt/664b1d32-4adf-4b75-9b2a-c5e8a39b4a96. Läst 5 mars 2024.